# Mutchinick-Syndrom
Das Mutchinick-Syndrom ist eine sehr seltene angeborene Erkrankung mit den Hauptmerkmalen Intelligenzminderung, Entwicklungsverzögerung kombiniert mit Gesichtsdysmorphie und weiteren Fehlbildungen an den Zehen. Die Erkrankung wird nach dem Ort der erstbeschriebenen Betroffenen auch Intelligenzminderung Typ Buenos-Aires genannt.
Die Bezeichnung bezieht sich auf den Autor der Erstbeschreibung aus dem Jahre 1972 durch den argentinischen Arzt Osvald M. Mutchinick.

## Verbreitung und Ursache
Die Häufigkeit wird mit unter 1 zu 1.000.000 angegeben, bislang wurde über 5 Betroffene berichtet. Ein eventueller Vererbungsmechanismus oder zugrunde liegende  Mutation sind nicht bekannt.

## Klinische Erscheinungen
Klinische Kriterien sind:
- Manifestation in der Neugeborenenzeit
- Intelligenzminderung
- Gesichtsdysmorphie mit schmaler Stirn, buschigen Augenbrauen, Hypertelorismus, Blepharoptosis, tief ansetzenden dysplastischen Ohrmuscheln, breiter, gerader Nase, dünner Oberlippe und breitem, verschlossen wirkendem Mund
- Wachstumsverzögerung, Entwicklungsverzögerung, Sprachstörung
- Organfehlbildungen wie Ventrikelseptumdefekt, Megaureter

Hinzu können neurokutane Läsionen wie Palmoplantare Hyperkeratose, Hydrozephalus sowie beidseitige Syndaktylie der Weichteile des 2. und 3. Zehes kommen.